# Georges-Henri Pingusson
Georges-Henri Pingusson  (* 26. Juli 1894 in Clermont-Ferrand; † 22. Oktober 1978 in Paris) war ein französischer Ingenieur, Architekt und Stadtplaner.

## Leben
Der Sohn eines Industriellen studierte zunächst Ingenieurwissenschaften an der École spéciale d'Électricité (Diplom im Juli 1914) und von 1919 bis 1925 Architektur bei Gustave Umbdenstock und Paul Tournon an der École des Beaux-Arts in Paris. 1930 wurde er Mitglied in der Union des Artistes Modernes. Von 1949 bis 1957 war er deren Präsident.

## Grundzüge seines Schaffens

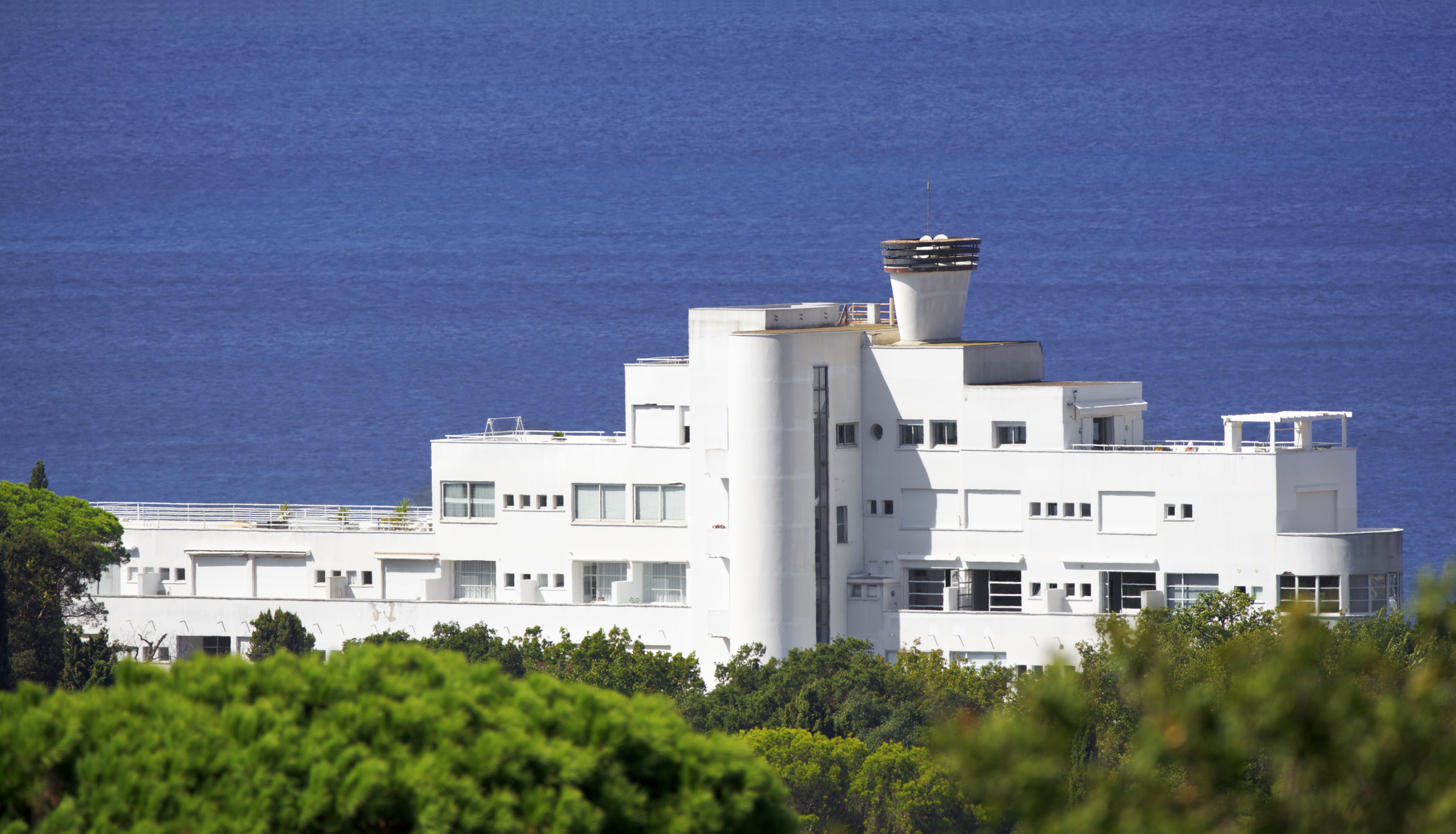
Hotel Latitude 43 in Saint-Tropez

Zusammen mit seinem Studienfreund Paul Furiet plante er das Wärmekraftwerk Arrighi in Vitry-sur-Seine (1926), das Ternissien-Wohngebäude in Boulogne-Billancourt (1927) sowie verschiedene Villen in Cannes und Biarritz, so die Villa Isola Serena (1927) und die vom Werk Frank Lloyd Wrights beeinflusste Villa Romée (1928). Bekannt wurde er durch die kühne Modernität des Théâtre des Menus-Plaisiers, der heutigen Comédie de Paris, mit Merkmalen des Postkubismus und Dadaismus. Sein Meisterwerk schuf er mit dem Hotel Latitude 43 in Saint-Tropez im Stil des Mouvement Moderne, zu dessen prominentesten Vertretern er zählt.
Nach dem Zweiten Weltkrieg wurde er durch den Kommandanten der französischen Militärregierung an der Saar, Gilbert Grandval, in das Team der französischen Urbanisten der Section urbanisme et Reconstruction berufen, das von Marcel Roux und André Sive geleitet wurde. Man betraute ihn mit dem Wiederaufbau und der Neuordnung der stark zerstörten saarländischen Landeshauptstadt Saarbrücken („Pingusson-Plan“). Nach dem Scheitern seines Wiederaufbauplans für Saarbrücken, den er 1947 vorgelegt hatte, wurde er im Jahr 1949 Beauftragter für den Wiederaufbau in Lothringen und war dort u. a. mit Städtebauplanungen in Metz, Sarreguemines und Briey-en-Forêt befasst. Von 1950 bis 1955 leitete er den Wiederaufbau der stark zerstörten Gemeinde Waldwisse an der Grenze zum Saarland. Von 1950 bis 1955 errichtete er in Zusammenarbeit mit Hans Bert Baur und Bernhard Schultheis die Französische Botschaft in Saarbrücken. Die von ihm in Lothringen geschaffenen Sakralbauwerke sind die Église de la Nativité de la Vierge in Fleury (1955–1963), die Église Saint-Martin-Évêque in Corny-sur-Moselle (1960) und die Église Saint-Antoine in Boust (1955–1963). Auf der Île de la Cité in Paris realisierte er das Mahnmal für die Märtyrer der Deportation (1961–1962). Außerdem wurde er mit dem Wiederaufbau des mittelalterlichen Dorfs Grillon im Département Vaucluse (1974–1978) beauftragt.

## Bauwerke

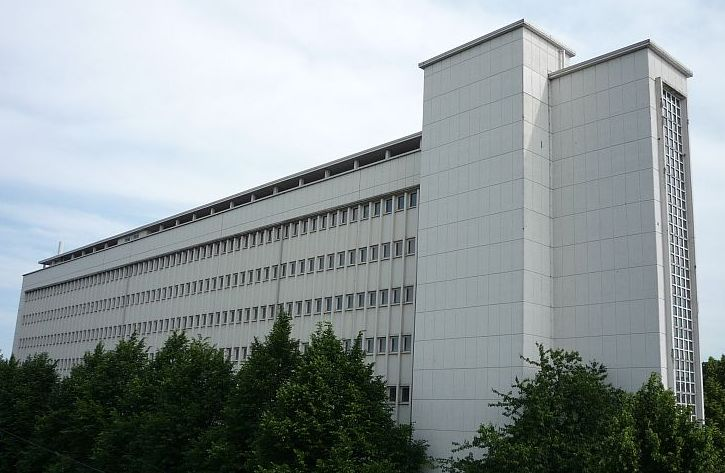
Ehemalige Französische Botschaft in Saarbrücken (Nordfassade)

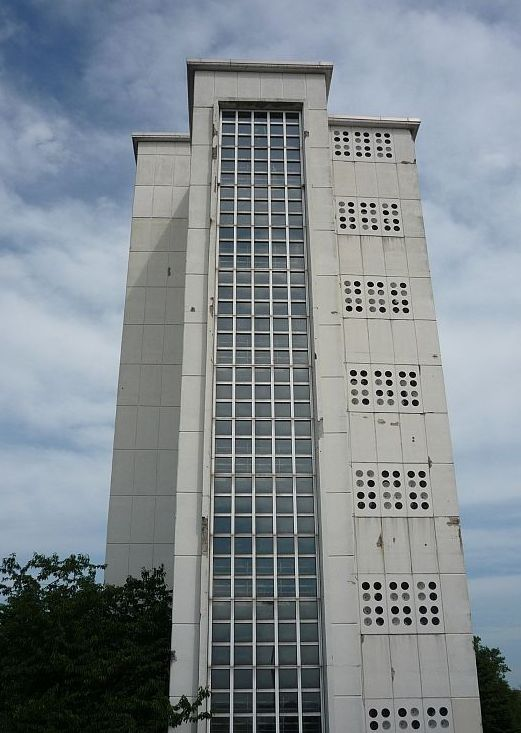
Ehemalige Französische Botschaft in Saarbrücken (Westfassade mit Treppenhausturm)

- 1925: Pferderennbahn Hippodrome de la Canche in Le Touquet-Paris-Plage (mit Paul Furiet)
- 1926–1927: Arbeiterhäuser für die Société française des explosifs in Cugny
- 1926–1927: Theater am Kolosseum Kino in Nîmes
- 1926–1928: Bourboulon Villa in der Nachbarschaft zu Costebelle Hyères (Var)
- 1927–1928: Villa Isola Serena in Cannes
- 1928: Villa Romée in Cannes
- 1929–1931: Theater, Comedy Paris, 42 rue Fontaine in Paris, 9. Arrondissement
- 1932: Hotel Latitude 43 in Saint-Tropez
- 1952–1955: Französische Botschaft in Saarbrücken (bis 2014 Ministerium für Bildung und Kultur des Saarlands)[4]
- 1953–1960: Feuerwehrhaus Metz
- 1954–1964: Gedenkstätte für die Märtyrer der Deportation auf der Ile de la Cité in Paris
- 1960: Église Saint-Martin-Évêque in Corny-sur-Moselle
- 1955–1963: Église de la Nativité de la Vierge in Fleury
- 1955–1963: Église Saint-Maximin in Boust
- 1960: Kindergarten und Grundschule in Briey
- 1968–1974: Technisches Gymnasium bei Sarreguemines